# 若狹町
若狹町（日语：／ Wakasa chō */?）為位於日本福井縣西南部的行政區劃。
轄區南側及東側以比良山地與滋賀縣相隔，南半部主要位於北川及其支流鳥羽川流域，主要聚落亦位於河川兩側的平原區域；北側則屬於早瀨川流域，與美濱町之間則有三方五湖。

## 人口
| 若狹町人口分布圖 |                                               |  |
| 若狹町與日本全國年齡別人口分布比較圖 （2005年資料） | 若狹町的年齡、男女別人口分布圖 （2005年資料） |  |
| ■紫色是若狹町 ■綠色是全国 | ■藍色是男性 ■紅色是女性                       |  |
| 若狹町人口變化 \| 1970年 \| 18,090人 \| \| \| 1975年 \| 17,873人 \| \| \| 1980年 \| 18,114人 \| \| \| 1985年 \| 18,026人 \| \| \| 1990年 \| 17,835人 \| \| \| 1995年 \| 17,567人 \| \| \| 2000年 \| 17,313人 \| \| \| 2005年 \| 16,780人 \| \| \| 2010年 \| 16,099人 \| \| \| 2015年 \| 15,257人 \| \| \| 2020年 \| 14,003人 \| \| |                                               |  |
| 資料來源：日本總務省統計中心提供之人口普查數據 |                                               |  |
| 1970年 | 18,090人                                      |  |
| 1975年 | 17,873人                                      |  |
| 1980年 | 18,114人                                      |  |
| 1985年 | 18,026人                                      |  |
| 1990年 | 17,835人                                      |  |
| 1995年 | 17,567人                                      |  |
| 2000年 | 17,313人                                      |  |
| 2005年 | 16,780人                                      |  |
| 2010年 | 16,099人                                      |  |
| 2015年 | 15,257人                                      |  |
| 2020年 | 14,003人                                      |  |

## 歷史
過去在令制國時代屬於若狹國，北部屬於三方郡，南部則屬於遠敷郡，南部的熊川地區為自若狹國進入近江國高島郡的隘口，因此16世紀末開始，在此設有熊川宿。
1871年實施廢藩置縣後改隸屬小濱縣，不過在隔年的第一次府縣整併中小濱縣整併至敦賀縣，但敦賀縣在1876年遭到廢除後，此地被併入滋賀縣，直到1881年才改隸屬新設立的福井縣。
1889年日本實施町村制，現在的若狹町轄區在當時分屬八村、十村、田井村、西浦村、鳥羽村、瓜生村、熊川村、三宅村、野木村共九個行政區劃；1950年代的昭和大合併期間，這九個行政區劃於1954年被整併為位於北部的三方町和位於南部的上中町。
2000年代日本政府再次啟動平成大合併，但由於東側的美濱町轄內擁有核電廠，擁有來自核電廠的穩定財源，因而並無意願與週邊的行政區劃整併，而位於南側的上中町則是經公民投票後不用被併入西側的小濱市；因而最終三方町與上中町自2004年開始討論合併，並於10月決議合併並完成簽約，2005年月正式合併為若狹町，並隸屬新設立的三方上中郡。

### 變遷表
| 1889年4月1日 | 1889年 - 1912年                 | 1912年 - 1944年                 | 1945年 - 1954年                 | 1955年 - 1989年                 | 1989年 - 現在              | 現在                       |
| ------------ | ------------------------------- | ------------------------------- | ------------------------------- | ------------------------------- | -------------------------- | -------------------------- |
| 三方郡西浦村 | 1907年8月1日 合併為三方郡西田村 | 1907年8月1日 合併為三方郡西田村 | 1953年4月1日 合併為三方郡三方町 | 三方郡三方町                    | 2005年3月31日 合併為若狹町 | 2005年3月31日 合併為若狹町 |
| 三方郡田井村 | 1907年8月1日 合併為三方郡西田村 | 1907年8月1日 合併為三方郡西田村 | 1953年4月1日 合併為三方郡三方町 | 三方郡三方町                    | 2005年3月31日 合併為若狹町 | 2005年3月31日 合併為若狹町 |
| 三方郡八村   |                                 |                                 | 1953年4月1日 合併為三方郡三方町 | 三方郡三方町                    | 2005年3月31日 合併為若狹町 | 2005年3月31日 合併為若狹町 |
| 三方郡十村   | 三方郡十村                      | 三方郡十村                      | 1954年3月1日 併入三方郡三方町   | 三方郡三方町                    | 2005年3月31日 合併為若狹町 | 2005年3月31日 合併為若狹町 |
| 遠敷郡鳥羽村 | 遠敷郡鳥羽村                    | 遠敷郡鳥羽村                    | 1954年1月1日 合併為遠敷郡上中町 | 1954年1月1日 合併為遠敷郡上中町 | 2005年3月31日 合併為若狹町 | 2005年3月31日 合併為若狹町 |
| 遠敷郡瓜生村 |                                 |                                 | 1954年1月1日 合併為遠敷郡上中町 | 1954年1月1日 合併為遠敷郡上中町 | 2005年3月31日 合併為若狹町 | 2005年3月31日 合併為若狹町 |
| 遠敷郡熊川村 |                                 |                                 | 1954年1月1日 合併為遠敷郡上中町 | 1954年1月1日 合併為遠敷郡上中町 | 2005年3月31日 合併為若狹町 | 2005年3月31日 合併為若狹町 |
| 遠敷郡三宅村 |                                 |                                 | 1954年1月1日 合併為遠敷郡上中町 | 1954年1月1日 合併為遠敷郡上中町 | 2005年3月31日 合併為若狹町 | 2005年3月31日 合併為若狹町 |
| 遠敷郡野木村 |                                 |                                 | 1954年1月1日 合併為遠敷郡上中町 | 1954年1月1日 合併為遠敷郡上中町 | 2005年3月31日 合併為若狹町 | 2005年3月31日 合併為若狹町 |

## 行政
若狹町公所採分廳方式辦公，分別利用合併前的三方町公所廳舍及上中町公所廳舍辦公。

## 交通
鐵路小濱線大致沿著北川、鳥羽川、早瀨川通過轄內，高速公路舞鶴若狹自動車道則是直接從北部通過。
過去民間曾有業者規劃興建自滋賀縣大津市經高島郡直接通往本地的鐵路，鐵路公司也因此以「近江」、「若狹」各取一個字命名為江若鐵道，不過江若鐵道最後只完成大津市至位於高島郡的近江今津車站的路段，而高島郡以北進入山區到本地的路段始終未能動工。

### 鐵路
- 西日本旅客鐵道
  - 小濱線：（←美濱町） - 氣山車站 - 三方車站 - 藤井車站 - 十村車站 - 大鳥羽車站 - 若狹有田車站 - 上中車站 - （小濱市→）

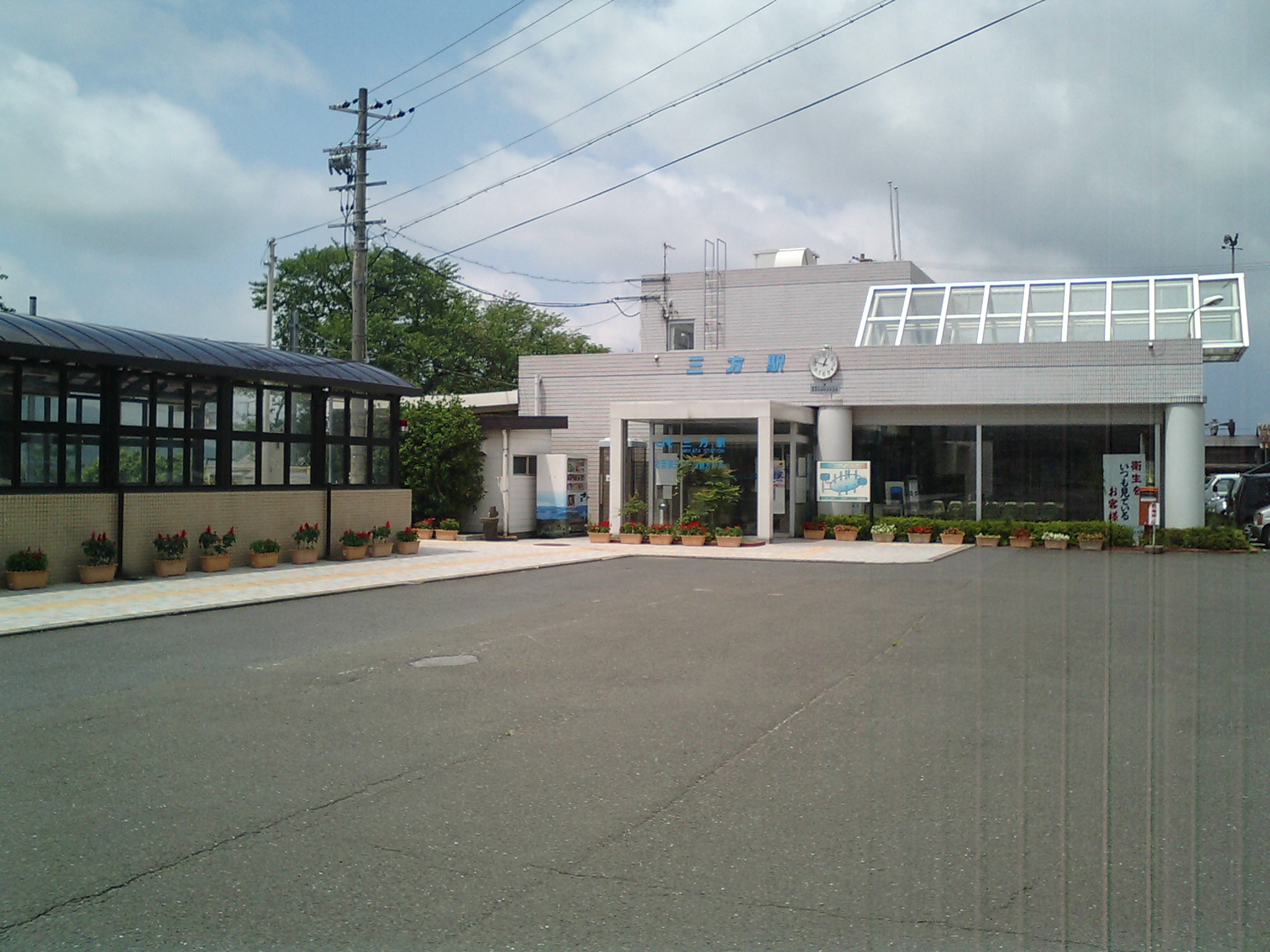
三方車站
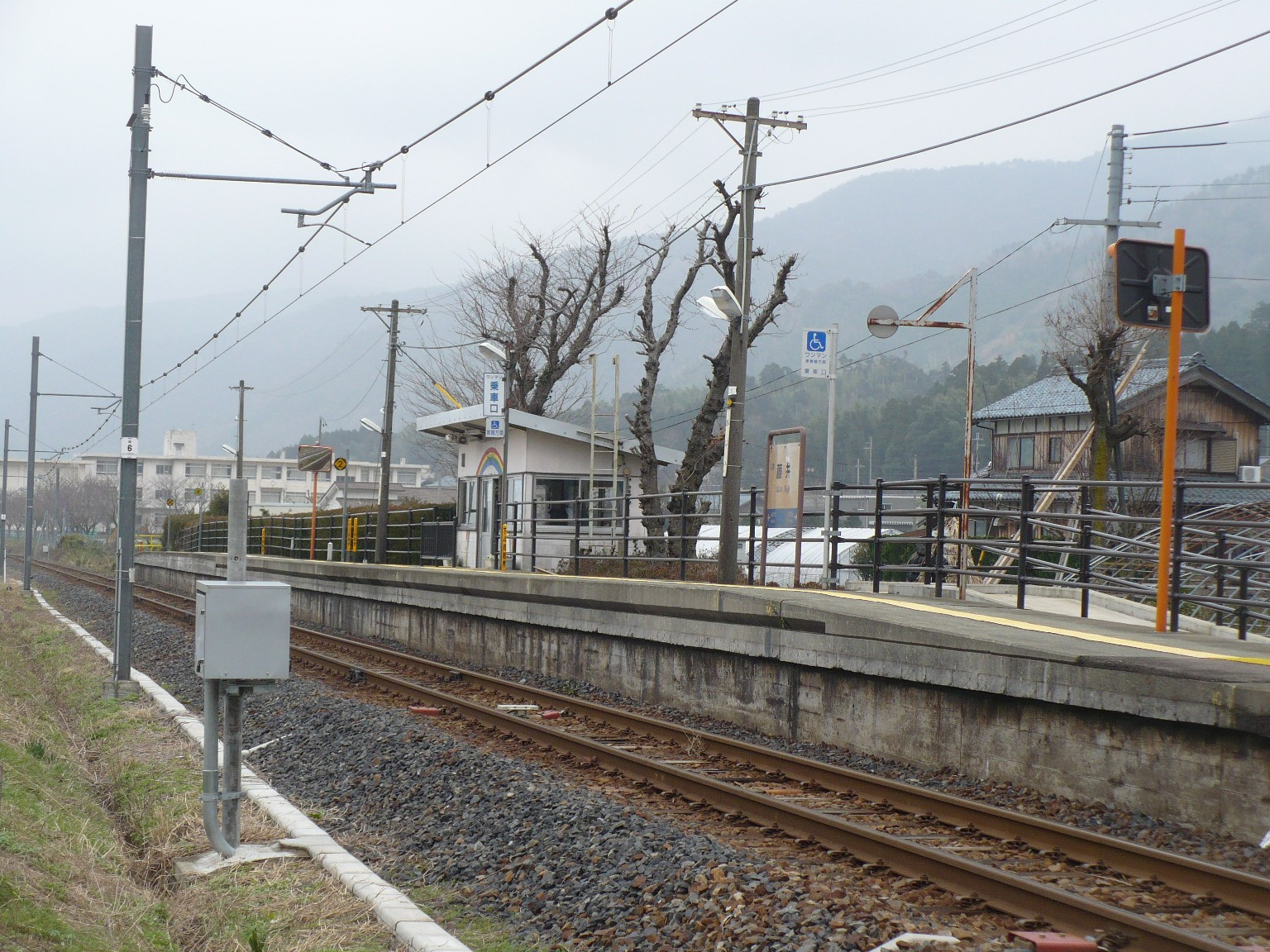
藤井車站
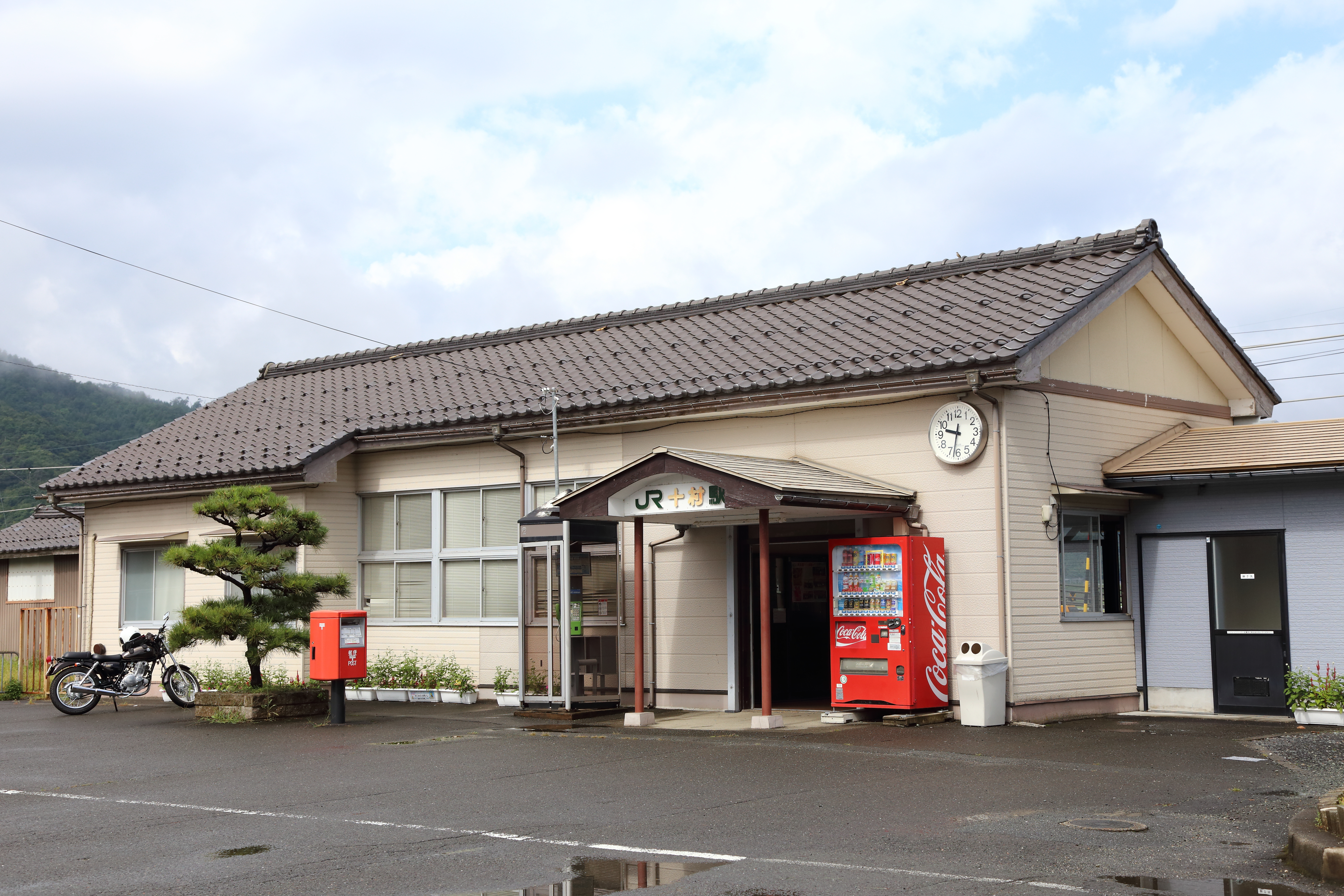
十村車站
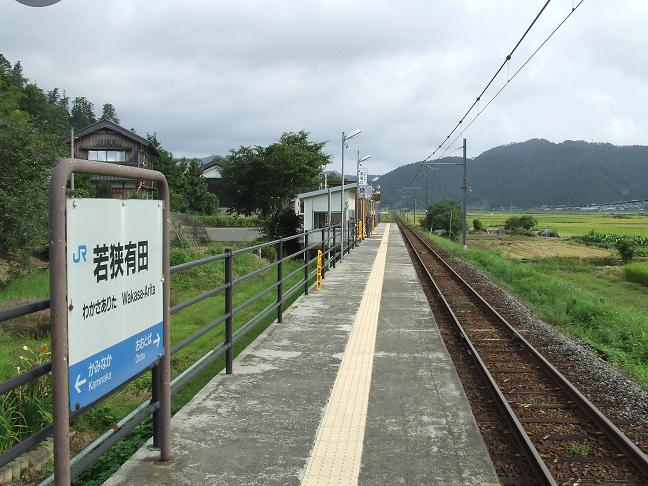
若狹有田車站
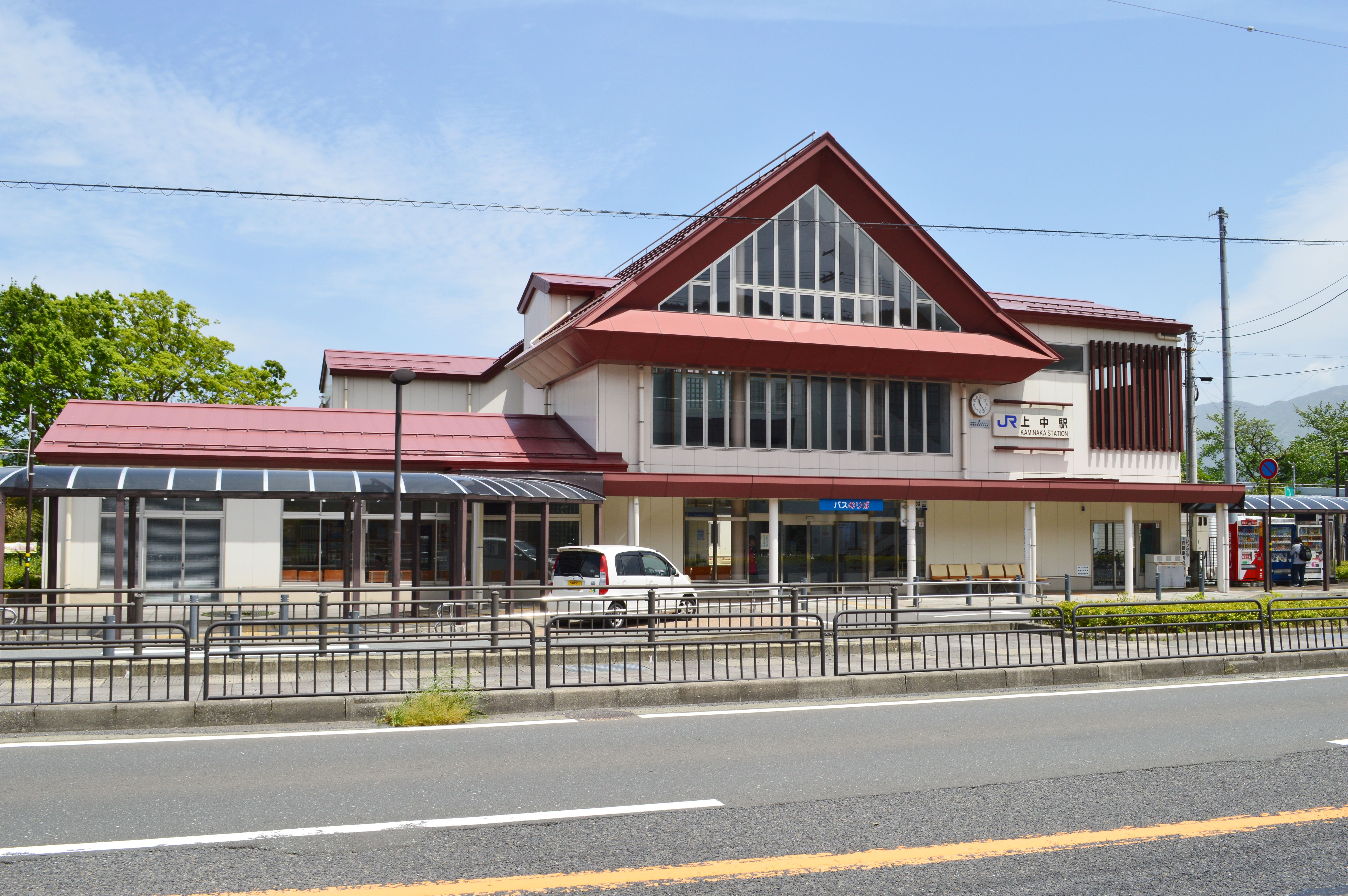
上中車站

### 公路
高速公路
- 舞鶴若狹自動車道：（小濱市） - 若狹上中交流道 - 三方五湖休息區（日语：三方五湖パーキングエリア） - 若狹三方交流道（日语：若狭三方インターチェンジ） - （美濱町）

## 觀光資源

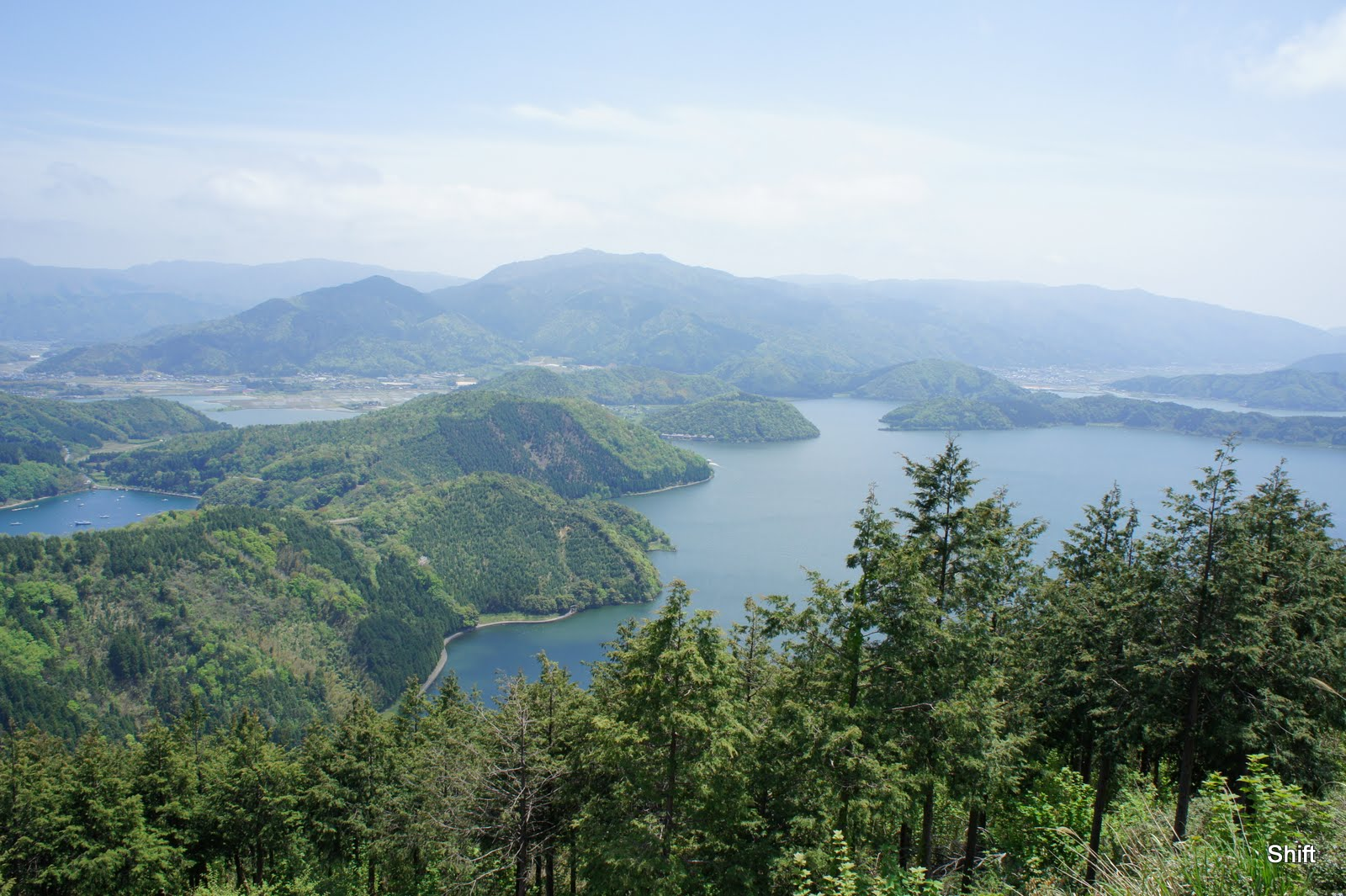
眺望三方五湖

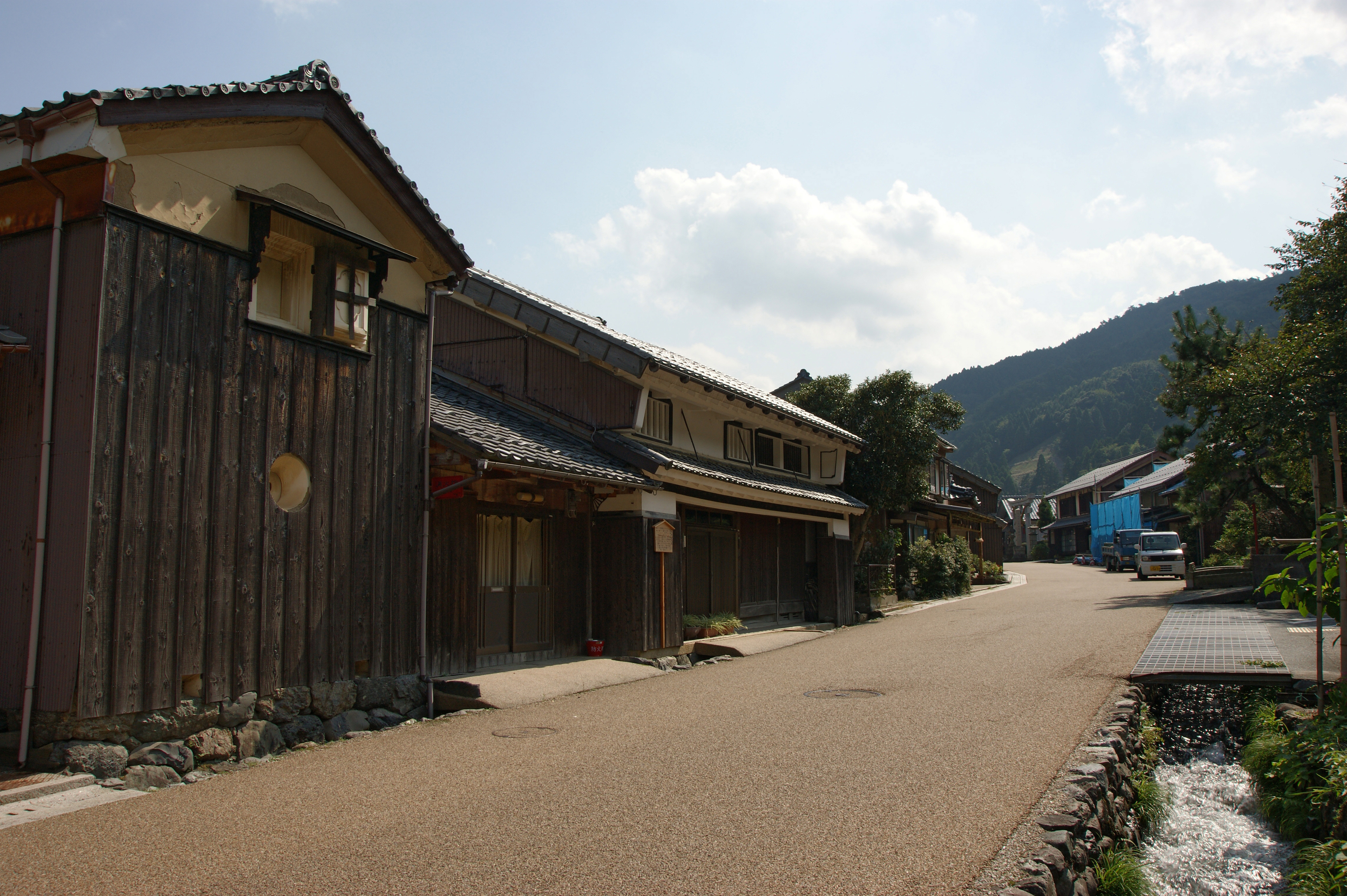
熊川宿的傳統建築

位於北部與美濱町之間的三方五湖為三方湖、水月湖、菅湖、久久子湖、日向湖五座湖泊的總稱，除了已經被劃入若狹灣國定公園，現在也被列入湿地公约的国际重要湿地名录。
位於東南部接近滋賀縣高島市邊界的熊川宿為過去連結若狹國與京都之間的鯖街道上的宿場，目前仍留存有過去的傳統建築，因此也已被列入重要傳統的建造物群保存地區。

## 姊妹、友好城市

### 日本
- 高槻市（大阪府）
最初由三方町與高槻市於1993年締結為姊妹都市。[10]
- 吹田市（大阪府）
最初由三方町與吹田市於2004年締結為交流都市。[11]
- 南越前町（福井縣）
最初由三方町與今町於1998年締結為姊妹都市，而後今庄町和三方町在2005年分別合併為南越前町和若狹町。[12]
- 若櫻町（鳥取縣）
- 多可町（兵庫縣）
若狹町、若櫻町、多可町於2016年共同締結為交流都市。[13]

## 外部連結
- （日語） 若狹三方五湖觀光協會 （页面存档备份，存于）
  - （繁體中文） 若狹旅遊信息 （页面存档备份，存于）
  - （简体中文） 若狹旅遊信息 （页面存档备份，存于）